# Euthraulus arabica
Euthraulus arabica is een haft uit de familie Leptophlebiidae. De wetenschappelijke naam van de soort is voor het eerst geldig gepubliceerd in 1990 door Sartori & Gillies.
De soort komt voor in het Palearctisch gebied.